# Henri XXIV Reuss de Köstritz
Le prince Henri XXIV de Reuss-Köstritz, aussi appelé Prince Heinrich XXIV Reuss, branche Cadette (allemand : Heinrich XXIV. Prinz Reuss zu Köstritz, également Heinrich XXIV. Prinz Reuss jüngere Linie, 8 décembre 1855 à Trebschen – 2 octobre 1910 à Ernstbrunn, Autriche), est un compositeur allemand.

## Biographie
Henri XXIV est né en Trebschen dans le Marche de Brandebourg, descendant de la lignée de Reuss-Köstritz, de la Maison Reuss. Il est le fils du prince Henri IV de Reuss-Köstritz (26 avril 1821 - 25 juillet 1894) et de la princesse Louise Caroline de Reuss-Greiz (3 décembre 1822 - 28 février 1875) et un frère d'Éléonore Reuss de Köstritz. Henri XXIV passe sa jeunesse à Vienne, où il est grandement influencé par l'atmosphère artistique de la maison de ses parents. Il reçoit ses premières leçons de musique de piano, d'orgue et de contrepoint de son père Henri IV, lui-même compositeur, élève de Carl Gottlieb Reissiger.
Henri XXIV reçoit un enseignement de musique à Dresde, et continue ses études à l'université, d'abord à Bonn, puis à Leipzig où il est un élève de Wilhelm Rust. Malgré son talent musical évident, il décide de poursuivre des études de droit. Après avoir obtenu son diplôme en 1883, il se consacre presque exclusivement à la musique. En 1881, il étudie la composition auprès de Heinrich von Herzogenberg, pour lequel il conserve un grand attachement. Par Herzogenberg, il fait la connaissance de Johannes Brahms, qu'il admire beaucoup. Bien qu'il n'ait jamais reçu de formation structurée de Brahms, il reçoit de nombreux conseils utiles de sa part, "lui apprenant plus en dix minutes que Herzogenberg en plusieurs mois".
Le 27 mai 1884, Henri XXIV épouse sa cousine la princesse Elisabeth de Reuss-Köstritz (1860-1931). Ils ont cinq enfants. Henri XXIV de Reuss-Köstritz est mort deux mois avant son 55e anniversaire à Ernstbrunn en Basse-Autriche, le siège ancestral depuis 1828.

## Style musical
Le style musical de Henri XXIV est fortement influencé par Brahms, mais dans l'ensemble, il diffère de celui-ci en étant plus léger dans le ton, et ne ressemble donc plus au style de son maître, Heinrich von Herzogenberg. Une proximité avec les œuvres d'Antonín Dvořák est évidente. Comme avec Brahms, Dvořák et Herzogenberg, la Musique de chambre est son principal champ de créativité; il contribue à de nombreux ouvrages dans des genres différents. Parmi ses autres créations on trouve six symphonies.
Au cours de sa vie, les compositions d'Henri XXIV jouissent d'une bonne réputation, même dans les milieux universitaires. Max Reger est aussi l'un de ses admirateurs. Même dans les années après sa mort, ses compositions sont chaudement recommandées par diverses autorités musicales, comme l'a exprimé, par exemple, par le musicologue Wilhelm Altmann dans le troisième volume de son Manuel pour Quatuor à Cordes des Joueurs , publié en 1929. Il a écrit concernant le Sextuor à Cordes N ° 2 en si mineur: [« Il] a un travail de valeur artistique proche de celle des deux Sextuors de Brahms. Tous les amis de la musique de chambre devraient le savoir. »  Depuis 1930, le nom du compositeur et de son œuvre sont devenus de plus en plus oubliés.

## Œuvres choisies

### Orchestre
- Symphonie no 1 en ut mineur, Op. 10 (1892)
- Symphonie no 2 en la majeur
- Symphonie no 3 en mi mineur, Op. 28 (1907)
- Symphonie no 4 en la majeur, Op. 30
- Symphonie no 5 en fa mineur, Op. 34 (publié en 1907)[1],[2]
- Symphonie no 6 en mi  majeur, Op. 36 (publié en 1909)[3]

### Musique de chambre
- Quatuor à cordes n ° 1 en ré mineur, Op. 1 (1881?)[4]
- Le Quintette à cordes en fa majeur pour 2 violons, 2 altos et violoncelle, Op. 4 (1887)
- Sonate n ° 1 en sol mineur pour violon et piano, Op. 5 (publié par Peters, 1888)[5]
- Quatuor pour Piano et cordes en fa mineur, Op. 6 (1895)[6]
- Sonate en do majeur pour violoncelle et piano, Op. 7 (1895)
- Quatuor à cordes N ° 2 en fa majeur, Op. 11[7]
- Sextuor à cordes n ° 1 en ré mineur, Op. 12 (1899)
- Trio pour Piano en Csharp minor, Op. 14 (1903) [8]
- Quintette pour Piano et cordes en do majeur Op. 15 (1902)
- Quatuor à cordes n ° 3 en Unflat majeur, Op. 16 (1903)[9]
- Sextuor à cordes n ° 2 en si mineur, Op. 17 (1902)
- Sonate No 2 pour violon et piano, Op. 21 (publié c.1880?)
- Sonate en sol majeur pour alto et piano, Op. 22 (en 1904)[10],[11]
- Quatuor à cordes n ° 4 en sol mineur, Op. 23, No 1 (publié en 1904)[12]
- Quatuor à cordes N ° 5 en miflat majeur, Op. 23, No 2 (pub. 1904)
- Trio pour Piano en la majeur pour violon, alto et piano, Op. 25

### Piano
- Drei Präludien (3 Préludes, Op. 2
- Suite, Op. 8 (1895)[6]

- 1. Prélude
  2. Allemande
  3. Gavotte
  4. Siciliano
  5. Bourrée
  6. Sarabande
  7. Gigue

- Variationen und Fuge über ein eigenes Thema (Variations et Fugue sur un Thème Original, Op. 19 (publié c. 1904)

### Vocal
- Fünf Lieder (5 Chansons) pour voix et piano, Op. 3 (1883); textes de Ludwig Uhland et Nikolaus Lenau
- Tu fecisti nos ad te, Motet pour chœur mixte a cappella, Op. 24 (publié c. 1890); texte par Aurelius Augustinus
- 3 Geistliche Lieder (3 Chants Sacrés), pour les 3-partie de chœur de femmes et orgue ou piano, Op. 27 (publié en 1907)[13]